# Brother Love's Travelling Salvation Show
Brother Love's Travelling Salvation Show es el cuarto álbum de estudio del cantautor estadounidense Neil Diamond, publicado el 4 de abril de 1969. También es conocido como Sweet Caroline/Brother Love's Travelling Salvation Show.

## Lista de canciones

### Lado A
1. "Brother Love's Travelling Salvation Show" – 3:27
2. "Dig In" – 2:41
3. "River Runs, New Grown Plums" – 1:58
4. "Juliet" – 2:51
5. "Long Gone" – 3:18
6. "And The Grass Won't Pay No Mind" – 3:33

### Lado B
1. "Glory Road" – 3:19
2. "Deep In The Morning" – 3:04
3. "If I Never Knew Your Name" – 3:17
4. "Memphis Streets" – 2:40
5. "You're So Sweet, Horseflies Keep Hangin' 'Round Your Face" – 3:13
6. "Hurtin' You Don't Come Easy" – 2:30
7. "Sweet Caroline" – 3:21